# Die Reise nach Palermo
Die Reise nach Palermo (Originaltitel: Il viaggio) ist ein italienisches Filmdrama aus dem Jahr 1974 von Vittorio De Sica mit Sophia Loren und Richard Burton in den Hauptrollen. Grundlage ist eine Erzählung von Luigi Pirandello.

## Handlung
Anfang des 20. Jahrhunderts ist die Näherin Adriana außer sich vor Freude, denn der Mann, den sie schon so lange liebt, hält um ihre Hand an. Jedoch bittet Cesare Braggi die Näherin nicht für sich, sondern für seinen jüngeren Bruder Antonio. Cesare gehorcht nur dem letzten Willen seines reichen Vaters, obwohl es ihm sehr schwerfällt, denn er liebt Adriana ebenfalls. Dennoch heiraten Antonio und Adriana. Als Antonio einige Jahre nach der Heirat tödlich verunglückt, scheint es für Cesare und Adriana doch noch eine Erfüllung ihrer Liebe zu geben. Aber bis dahin ist Adriana schon unheilbar krank.

## Kritik
„Leider wirkt der Film zu sentimental, begeistert aber mit guten Darstellern und hervorragendem Dekor“, urteilte die Fernsehzeitschrift Prisma. Das Fazit von Cinema lautete: „Bedächtig und altmodisch – im besten Sinne.“
Das Lexikon des internationalen Films bezeichnete Die Reise nach Palermo als „[m]elodramatisches Starkino“. Bei seiner Inszenierung habe „sich Regisseur de Sica ausschließlich auf die sentimentalen Aspekte seiner Geschichte konzentriert“, daher sei „der mit exquisitem Geschmack inszenierte Film im Unverbindlichen stecken [geblieben]“.